# Ignacio Flores Farías
Gral. Ignacio Flores Farías fue un militar mexicano. Nació en el año 1889, en  Ramos Arizpe, Coahuila. En 1912, siendo Presidente de la República Francisco I. Madero, Flores Farías ingresó con el grado de teniente al cuerpo de carabineros de Coahuila dentro del cual combatió la rebelión orozquista. Cuando en febrero de 1913 es asesinado Francisco I. Madero por Victoriano Huerta, Ignacio Flores se afilia a la revolución constitucionalista con el grado de capitán segundo bajo las órdenes del general Francisco Coss; ese mismo año fue ascendido a capitán primero. Peleó contra las huestes de Victoriano Huerta principalmente en los estados de Coahuila, Zacatecas y Nuevo León y, en agosto de 1914, participó en la ocupación de la ciudad de México. Ese año fue decisivo para su carrera militar, ya que obtuvo los grados de teniente coronel y coronel. Fue asistente del General de División Matias Ramos Santos cuando este fue nombrado comandante de la 5.ª jefatura de operaciones militares con cuartel general en Chihuahua, Chih. para encabezar la defensa de Ciudad Juárez, durante la asonada militar escobarista en 1929.  En agosto de ese año obtuvo el grado de general de brigada, grado con el que falleció en agosto de 1936.

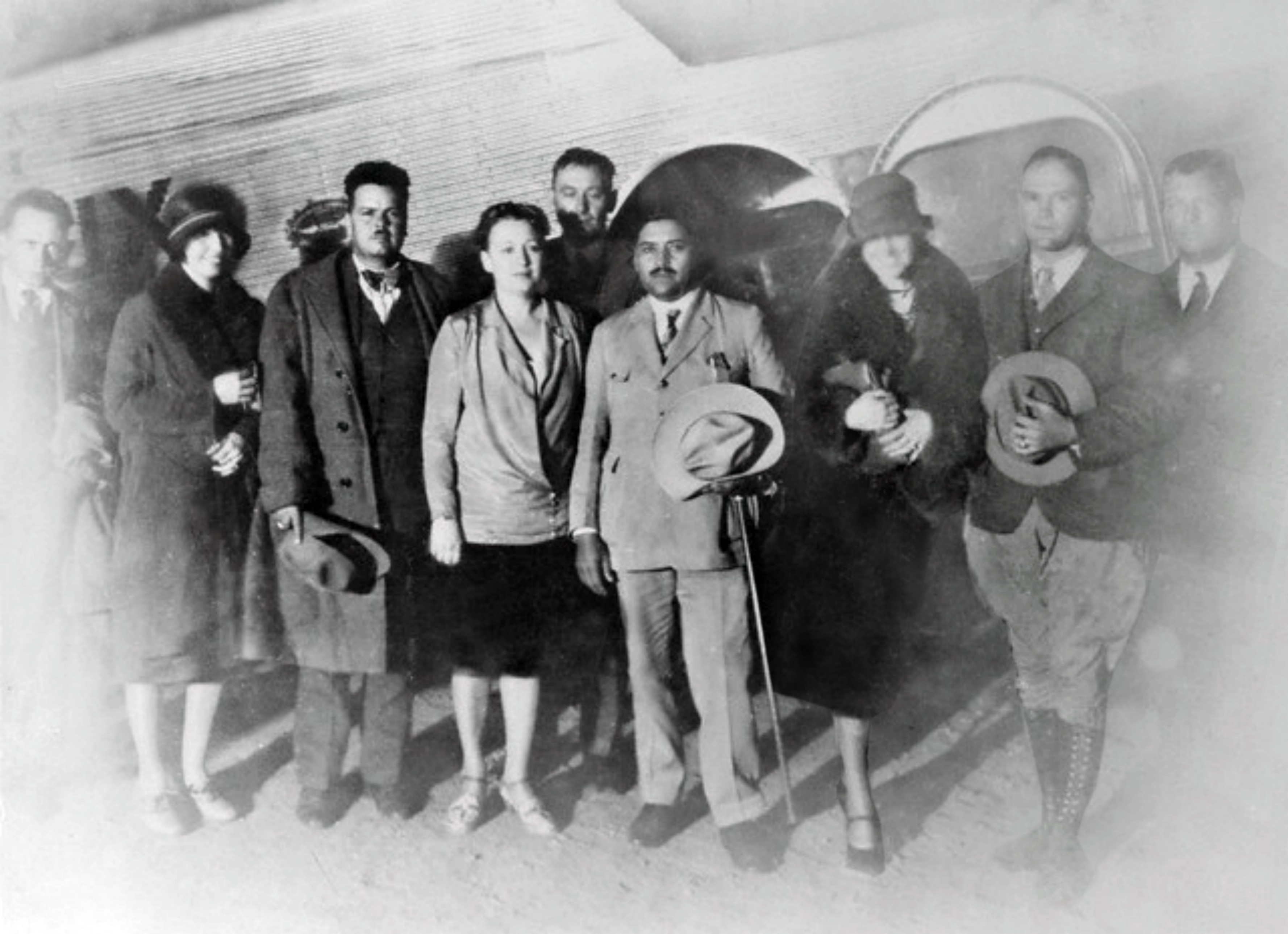
El General Matías Ramos, en el Paso, Tx. el día 14 de marzo, días después de estar en Ciudad Juárez para comandar las tropas federales en la defensa de esa ciudad, durante la asonada militar de 1929. El General Ramos es el hombre con sombrero y bastón, a su izquierda está la Sra. Maddux, a sus espaldas el Sr. Jack L. Maddux, propietario de Maddux Air Lines, a la izquierda de la señora Maddux, el General Ignacio Flores Farías asistente del General Matías Ramos, atrás de todos uno de los aviones Trimotor Ford 4-AT de Maddux Air Lines.